# ادوارد چمبرلین
ادوارد هیستینگز چمبرلین (انگلیسی: Edward Chamberlin; ۱۸ مهٔ ۱۸۹۹ – ۱۶ ژوئیهٔ ۱۹۶۷) یک اقتصاددان اهل ایالات متحده آمریکا بود، که در لاکُنِر، واشینگتن متولد شد، و در کمبریج، ماساچوست درگذشت.
چمبرلین ابتدا در دانشگاه آیووا تحصیل می‌کرد؛ جایی که او تحت تأثیر فرانک نایت قرار داشت. او سپس تحصیلات کارشناسی‌ارشد خود را در دانشگاه میشیگان دنبال کرد و، در نهایت، موفق به اخذ مدرک دکترا از دانشگاه هاروارد در سال ۱۹۲۷ شد.
وی هم‌چنین برندهٔ جوایزی هم‌چون کمک هزینه گوگنهایم شده‌است.